# أليس آدامز
أليس آدامز (بالإنجليزية: Alice Adams)‏ هي نحّاتة أمريكية، ولدت في 16 نوفمبر 1930 في نيويورك في الولايات المتحدة.